# 石亀信房
石亀 信房（いしがめ のぶふさ）は、戦国時代から安土桃山時代にかけての武将。受領名は紀伊守。

## 略歴
南部政康の四男として誕生。兄に安信、石川高信、南長義、弟に毛馬内秀範がいる。
兄・安信に三戸郡三戸石亀の領地を与えられて石亀氏を名乗った。不来方城代として南に勢力を有する斯波氏に備えた。